# Boezemkerk
De Boezemkerk is een kerkgebouw van de Protestante Kerk in Nederland in de Nederlandse plaats Ridderkerk, provincie Zuid-Holland. 

## Beschrijving
In 1957 werd het kerkgebouw op de hoek van de Generaal Smutsstraat en de Pretoriusstraat in gebruik genomen. De kerk kreeg de naam Boezemkerk, het gebouw is een ontwerp van het architectenbureau Hoogevest uit Amersfoort. De totale bouwkosten bedroegen f. 413.609,02 (€ 188.000) en f. 64.900 voor de pastorie. De kerk heeft in totaal ca. 550 zitplaatsen.
Het ontwerp is in grondplan gebaseerd op de kruisvorm en het interieur heeft door de toegepaste verlijmde houten spanten een gotische uitstraling. De oriëntatie is noord-zuid in plaats van west-oost, dit is niet alleen met het oog op de beschikbare ruimte. Door deze bouwrichting valt zowel bij de morgendienst als bij de avonddienst het zonlicht door de hoge ramen ter weerszijden van de preekstoel. Op deze wijze wordt het belang van de verkondiging benadrukt en het binnenstromend licht is dan het symbool van het Heil dat God ons in zijn Woord openbaart. De vloeren zijn uitgevoerd in blank vuren waarbij de looppaden zijn voorzien van kokosmatten. De zitplaatsen zijn vervaardigd uit blank beukenhout en de muren zijn wit geschuurd.
Drie van de acht ramen, die een hoogte hebben van zeven meter, zijn aan de onderzijde voorzien van gebrandschilderd glas in lood. Een stelt een episode uit de gelijkenis van de barmhartige Samaritaan voor, dit raam werd geschonken door de Zondagsschool. Het tweede raam, waarop de hoofdpersoon uit de gelijkenis van de Zaaier is te zien, werd geschonken door een gemeentelid. Het derde raam met de voorstelling van de Goede Herder is later aangekocht.

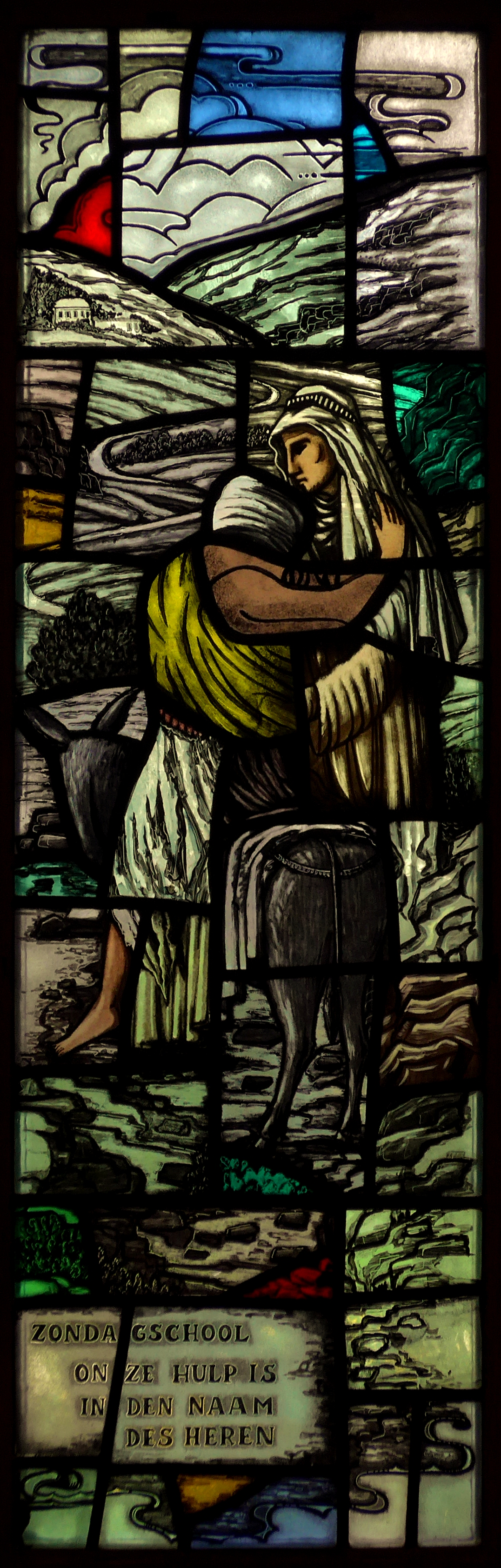
raam De barmhartige Samaritaan
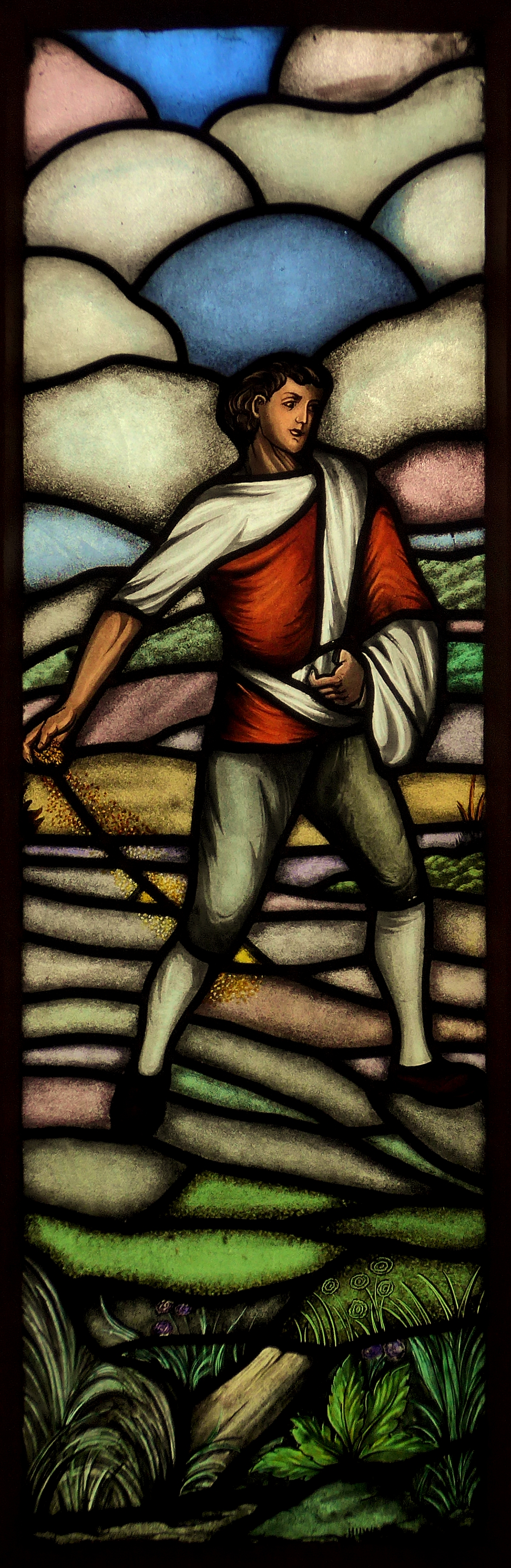
raam De Zaaier
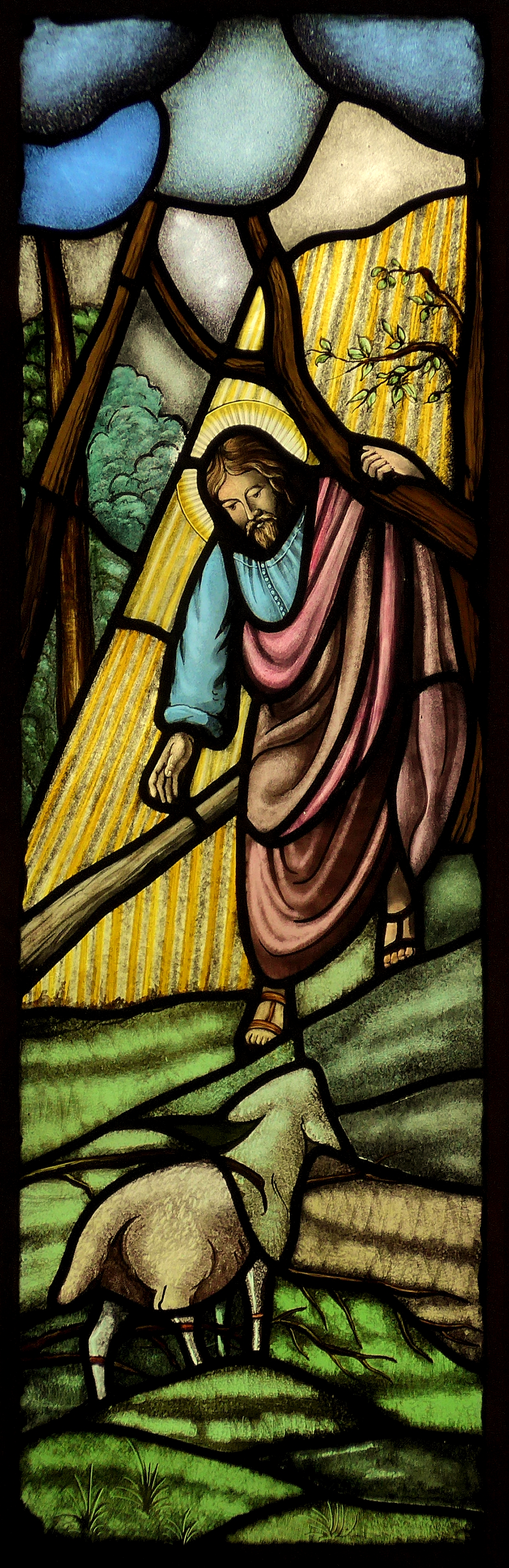
raam De Goede Herder
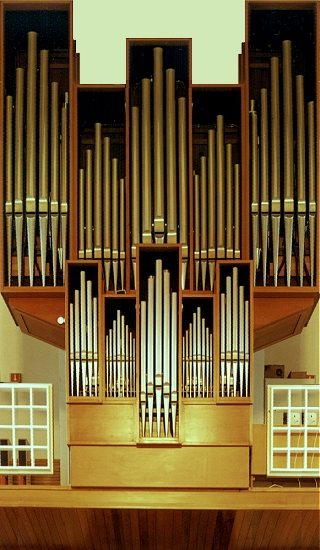
Het front van het van Leeuwen-orgel
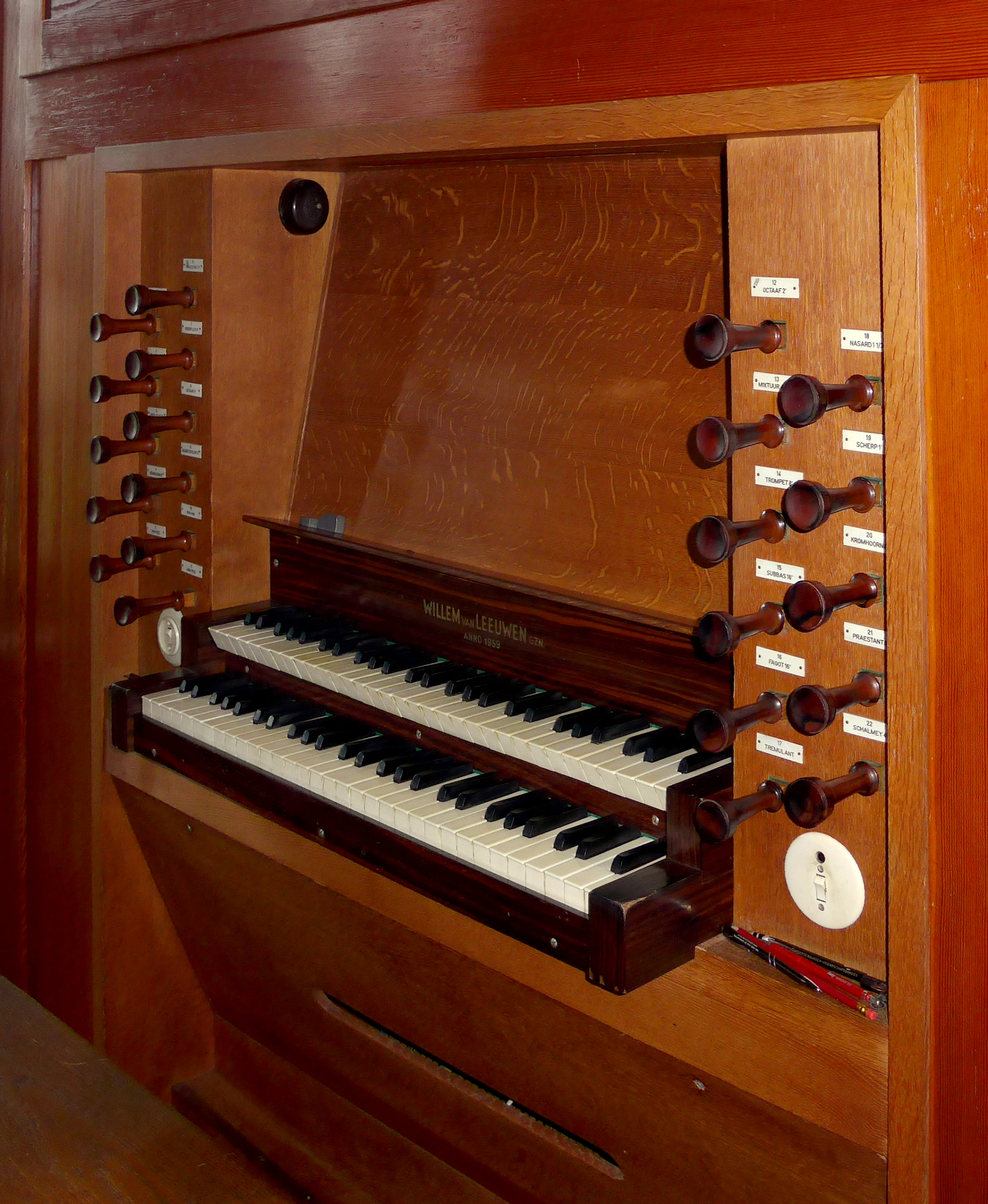
Speeltafel van het orgel
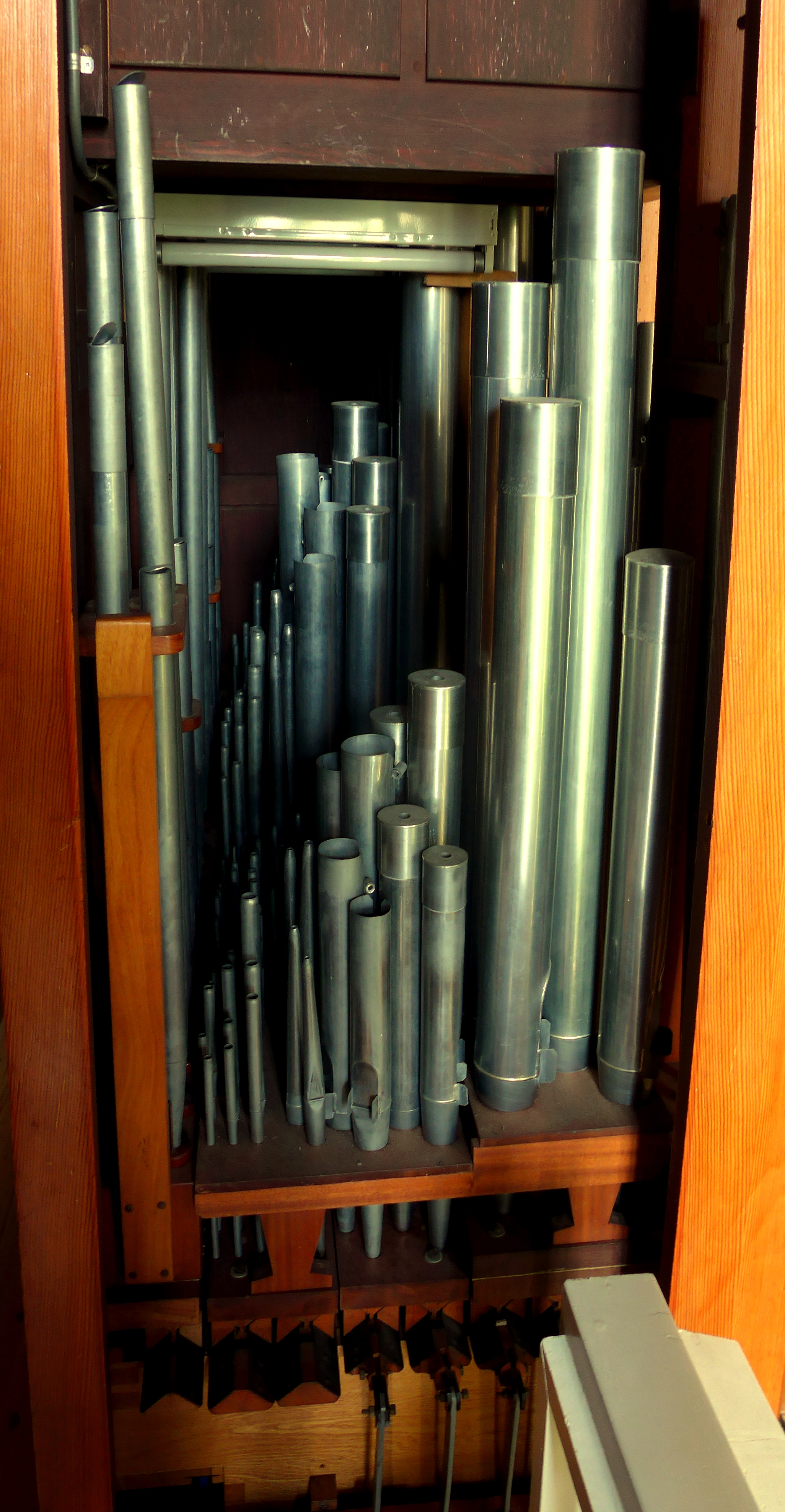
Het interieur van het rugwerk
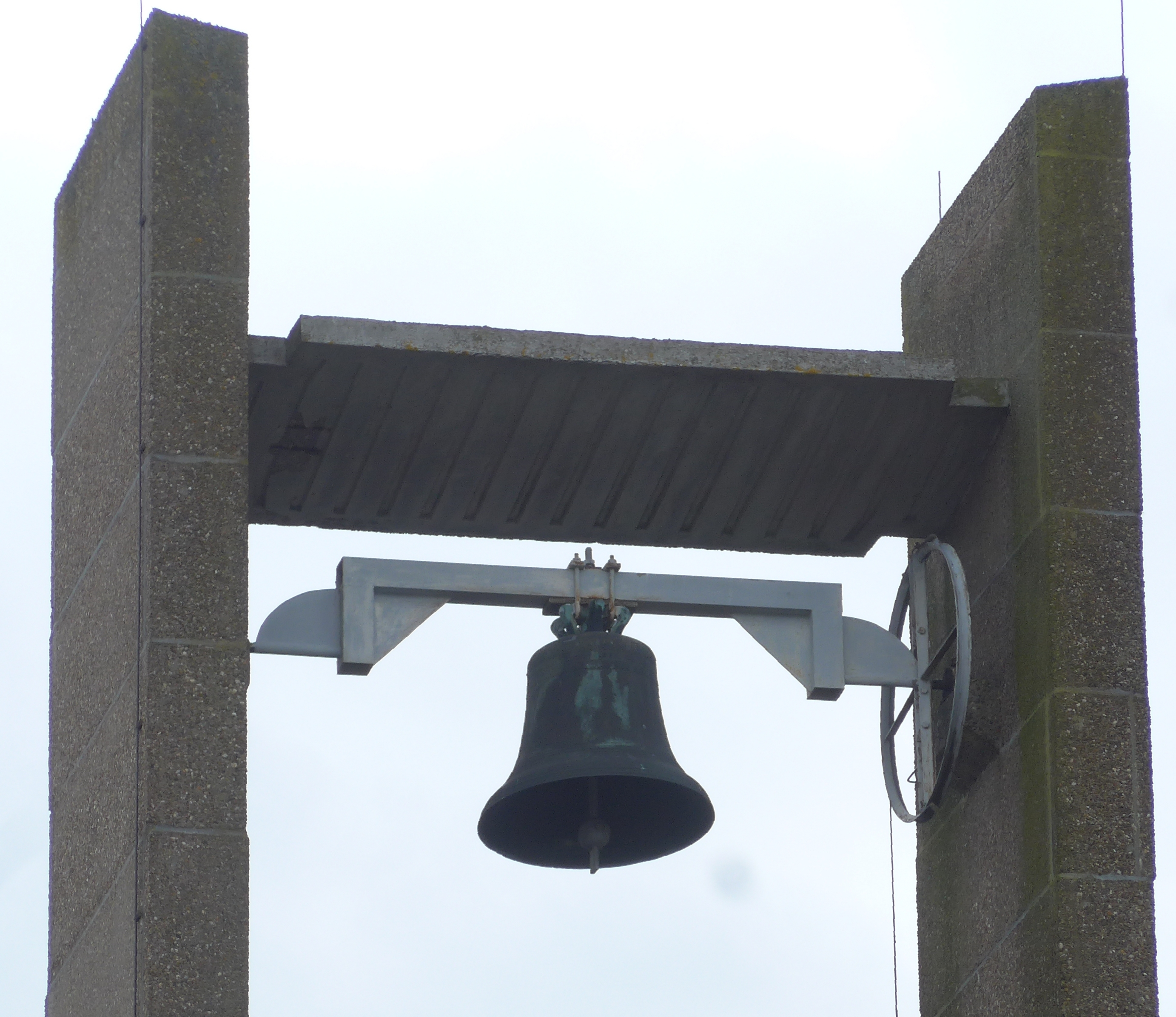
Klok Boezemkerk Bolnes
- Klok boezemkerk Bolnes

## Orgel
Het orgel is gebouwd door orgelmaker Willem van Leeuwen uit Leiderdorp. Het achttien stemmen tellend kerkorgel kan tot de hoogst geklasseerde kerkorgels worden gerekend. Het orgel is gebouwd volgens het zuivere mechanische 'Veka'-sleepladensysteem, onder toezicht van de Synodale Orgelcommissie der Nederlandse Hervormde Kerk. Het orgelfront is in overleg met de architect van de kerk, Ir. T. van Hoogevest te Amersfoort, ontworpen. Op woensdag 25 mei 1960 werd het imposante kerkorgel officieel in gebruik genomen. De aanschaf van het orgel kostte 52.000 gulden (€ 23.660).

### Dispositie
Hoofdwerk:
- praestant 8'
- roerfluit 8'
- octaaf 4'
- gedekte fluit 4'
- octaaf 2'
- mixtuur 1/3 46 sterk
- trompet 8

Rugwerk:
- holpijp 8'
- praestant 4'
- speelfluit 4'
- gemshoorn 2'
- nasard 1/3
- scherp 1' 34 sterk
- kromhoorn 8'

Pedaalwerk:
- subbas 16'
- praestant 8'
- fagot 16'
- schalmeij 4'

Koppelingen:
- tremulant

## Doopvont

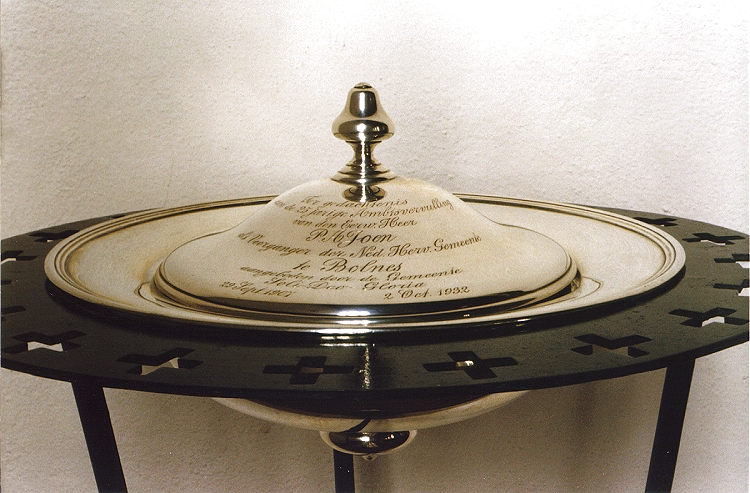
Het doopvont

Het door de heer Joen (degene die de langste periode de kerk als godsdienstonderwijzer heeft gediend) bij zijn ambtsjubileum geschonken doopvont wordt in deze kerk nog steeds gebruikt. Het deksel van het doopvont draagt de inscriptie: "Ter gedachtenis aan de 25-jarige ambtsvervulling van de eerw. heer P. A. Joen als voorganger der Ned. Hervormde Gemeente te Bolnes. Sola-Deo-Gloria". De in de zuidhal ingemetselde steen herinnert aan de eerstesteenlegging in 1880 van de oude kerk.

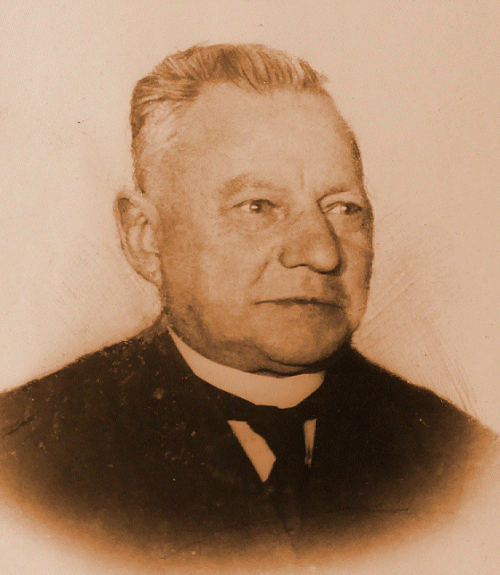

Pieter Anthony Joen werd in Amsterdam op 2 oktober 1873 geboren als zoon van Pieter Anthonij Joen en Diederika Johanna Rietvelt. Na de lagere school volgde hij een opleiding tot godsdienstonderwijzer die hij in 1899 afrondde met het behalen van zijn diploma. Op 29 september 1907 werd hij aangesteld als godsdienstonderwijzer/catechiseermeester in de Hervormde gemeente van Bolnes (Ridderkerk). Dit ambt heeft hij 37 jaar vervuld totdat hij op 27 januari 1946 op 73-jarige leeftijd met pensioen ging. Op 3 december 1908 trouwde hij (in Amsterdam) met Marie Jeanne Gertrude van den Puttelaar (* 27-3-1884 - † 13-11-1946), het gezin kreeg een zoon, Pieter Anthony (* 22-10-1909 - † 15-12-2001). De heer Joen heeft zich verdienstelijk gemaakt voor o.a. in het schoolbestuur van de christelijk schoolvereniging, als voorzitter van de NH mannenvereniging en bij het Nederlands Bijbelgenootschap. Februari 1911 richtte hij de Kinderzendingsvereniging op. Zijn zoon verzorgde enige tijd samen met dhr. B.A. van Mourik het kinderuurtje voor het radiostation Huizen. Er was bijvoorbeeld een zang en hoorspel door de kinderen van de christelijke school in Bolnes waarvan de tekst en de compositie van de liederen door beide heren werd verzorgd. Ook de plaatselijke Oranjevereniging mocht van zijn diensten gebruik maken en hij was voorzitter van de Chr. nationale werkmansbond (CNWB). De heer Joen overleed op 30 november 1947 tijdens een kerkdienst in de Christelijk Gereformeerde kerk in Leiden.

## Gebreken
De verwarming van het gebouw is in eerste instantie uitgevoerd als warmeluchtsysteem. De lucht werd aan de onderzijde van het bordes rond de preekstoel aangezogen en verwarmd door een oliegestookt systeem. De warme lucht werd via een rooster boven de luifel van de preekstoel in de kerkruimte geblazen. De temperatuur zou volgens opgaaf in de winter bij 10 graden vorst 15 °C bedragen, deze temperatuur werd alleen op de gaanderij bereikt. Daarom werd in 1973, na het gereedkomen van het Nederlandse aardgasnet in 1968, besloten de installatie te vervangen door en op aardgas gestookte cv-installatie. Ook de in de bijgebouwen op butagas gestookte radiatoren werden vervangen en aangesloten op de cv-installatie.
In 1982 is betonrot geconstateerd in de betonnen kozijnen van de ramen, deze zijn daarna geïmpregneerd.

## Historie Hervormde Kerk in Bolnes
In de eerste helft van de 19e eeuw waren er afgezien van wat verspreide bebouwing langs de dijk geen woningen, In 1839 stichtte  Ary Pot een scheepswerf in Bolnes voor zijn zonen Piet en Hendrik en later in 1854 stichtte Pieter Boele zijn gelijknamige scheepswerf. Deze bedrijven zorgden voor allerlei activiteiten en het ontstaan van bewoning langs de dijk van Bolnes.

### Hulpkerk bij scheepswerf Piet Hein
In januari 1856 richtte de catechiseermeester J. van den Hoorn een verzoek aan de kerkmeesters van de Singelkerk (Ridderkerk) het verzoek om in Bolnes een
gebouw te verwerven voor de godsdienstoefeningen. De catechiseermeester had de niet eenvoudige taak om de gelovigen in de omliggende gebieden, Bolnes, Rijsoord en later ook Slikkerveer,
te dienen. Terstond werd aan de kerktimmerman de heer F. Kastanjeboom de opdracht gegeven om een tekening en bestek te maken voor een klein kerkgebouw.
In februari werd het plan aan de gemeente medegedeeld en ook de burgerlijke gemeente verzocht om toestemming, op 18 juni 1856 wordt
de bouw na aanbesteding gegund aan de laagste inschrijver de gebr. G. en P. Bulsing voor 2174 gulden. Er werd een bedrag van 2400 gulden geleend tegen 5%,
op 15 januari 1857 wordt het gebouw aan de rivier de Nieuwe Maas aan de Ringdijk opgeleverd. In eerste instantie worden er alleen wekelijks catechisaties en bijbelstudies gehouden later ook kerkdiensten, vanaf 1877 tweemaal per zondag.
Al in 1866 blijkt het gebouw te klein maar wegens geldgebrek kan de door de catechiseermeester gevraagde vergroting niet uitgevoerd worden.

### De kerk van 1880
De roep om een uitbreiding van het gebouw blijft maar omdat er veel kosten zijn aan de hulpkerk die ook in slechte staat verkeerde werd in januari 1880 het besluit genomen een geheel nieuw gebouw te laten bouwen.
Na onderhandelen werd de benodigde grond aangekocht voor 4800 gulden en kerktimmerman dhr. Kastanjeboom ontwierp het gebouw, schreef het bestek en maakte de tekening, die na enkele wijzigingen werden goedgekeurd.
Op 15 mei werd in twee regionale kranten de aanbesteding aangekondigd, de toewijzing zou plaatsvinden op zaterdag 22 mei om elf uur.
Het gebouw moest klaar zijn op 1 november 1880 met een boetebeding van 15 gulden per werkdag. Er waren 14 gegadigden, na wat geharrewar met aanbieders die zich na toewijzing terugtrokken werd het werk gegund aan Jacobus van Dis uit Fijnaart voor een bedrag van 11.326 gulden. De definitieve oplevering was op 20 november en op 12 december 1880 werd de kerk in gebruik genomen. Dit kerkgebouw is tot 1957 in gebruik geweest en in 1974 voor de dijkverzwaring gesloopt.

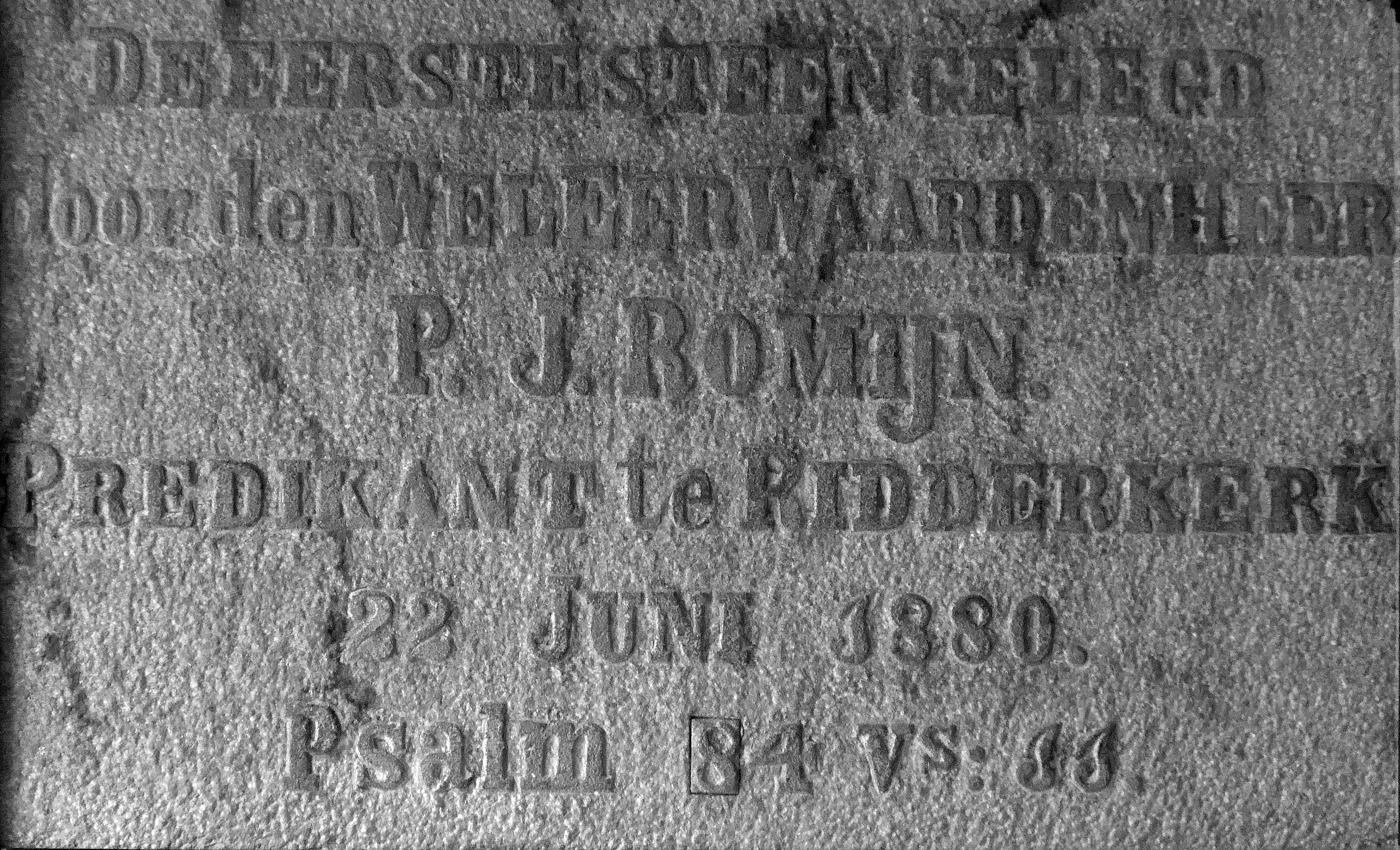
Eerste steen gelegd door P.J. Romijn
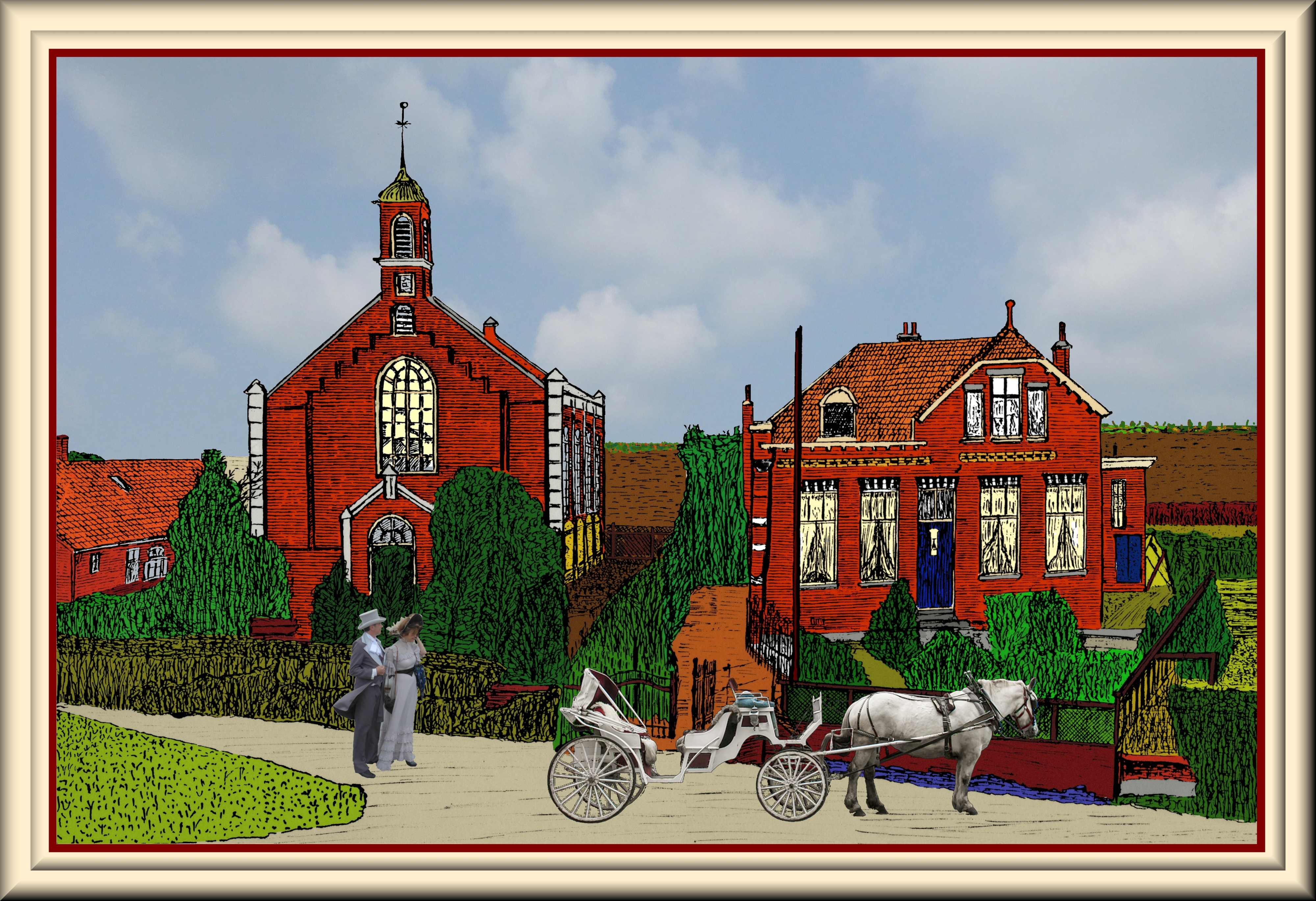
Hervormde kerk Bolnes (1880) met pastorie (1920)

## De predikanten
- Dhr. J. van de Hoorn, 1854-1860, gekomen van Rotterdam, vertrokken naar Hattem;
- Dhr. J. D. Sypestein, 1860-1861, gekomen van Enkhuizen, vertrokken naar Zutphen;

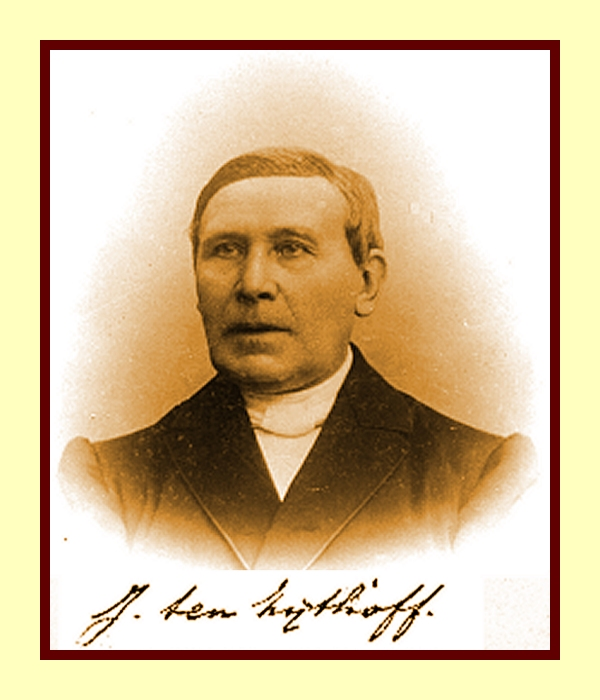
Dhr. J. ten Sijthoff, 1861-1907, gekomen van Zutphen;
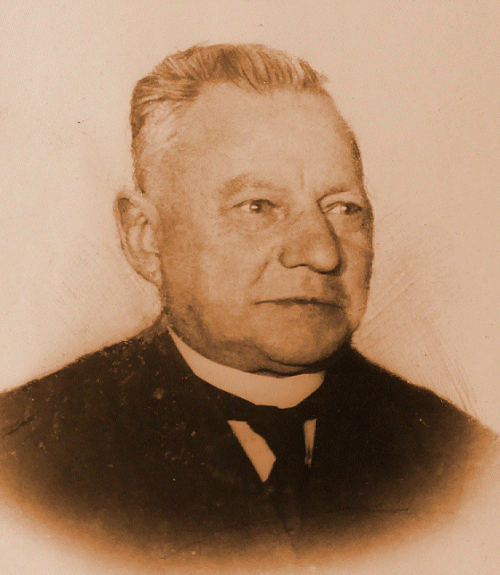
Joen

- Dhr. P.A. Joen, 29 september 1907 – 27 januari 1946, gekomen van Amsterdam;
- Ds J. Ewoldt, 4 augustus 1946 – 29 november 1949, gekomen van Goedereede, vertrokken naar Alblasserdam;
- Ds J. J. de Heer, 6 mei 1951 – 3 oktober 1954, gekomen van Benthuizen, vertrokken naar Babyloniënbroek;
- Ds F. J. Sinke, 2 september 1956 – 31 augustus 1969, gekomen van Heteren, vertrokken naar Besoijen;
- Ds H. Koudstaal, 26 april 1970 – 25 mei 1980, gekomen van Oudshoorn, vertrokken naar Baarn;
- Ds D. van Meulen, 24 augustus 1980 – 20 augustus 1989, gekomen van Goudriaan-Ottoland, vertrokken naar Beekbergen;
- Ds F. Wijnhorst, 29 april 1990 – 8 januari 1995, gekomen van Ochten, vertrokken naar Ameide-Tienhoven;
- Ds W. van Weelden, 10 december 1995 – 26 augustus 2001, gekomen van Rockanje, vertrokken naar Oud-Alblas;
- Ds W. van den Born, 7 april 2002 – 22 september 2007, gekomen van Rijssen, vertrokken naar Ermelo.
- Dhr. P. Huijser, 2021 tot heden.  - J. ten Sijthoff
  - Joen